# 기독교 미술

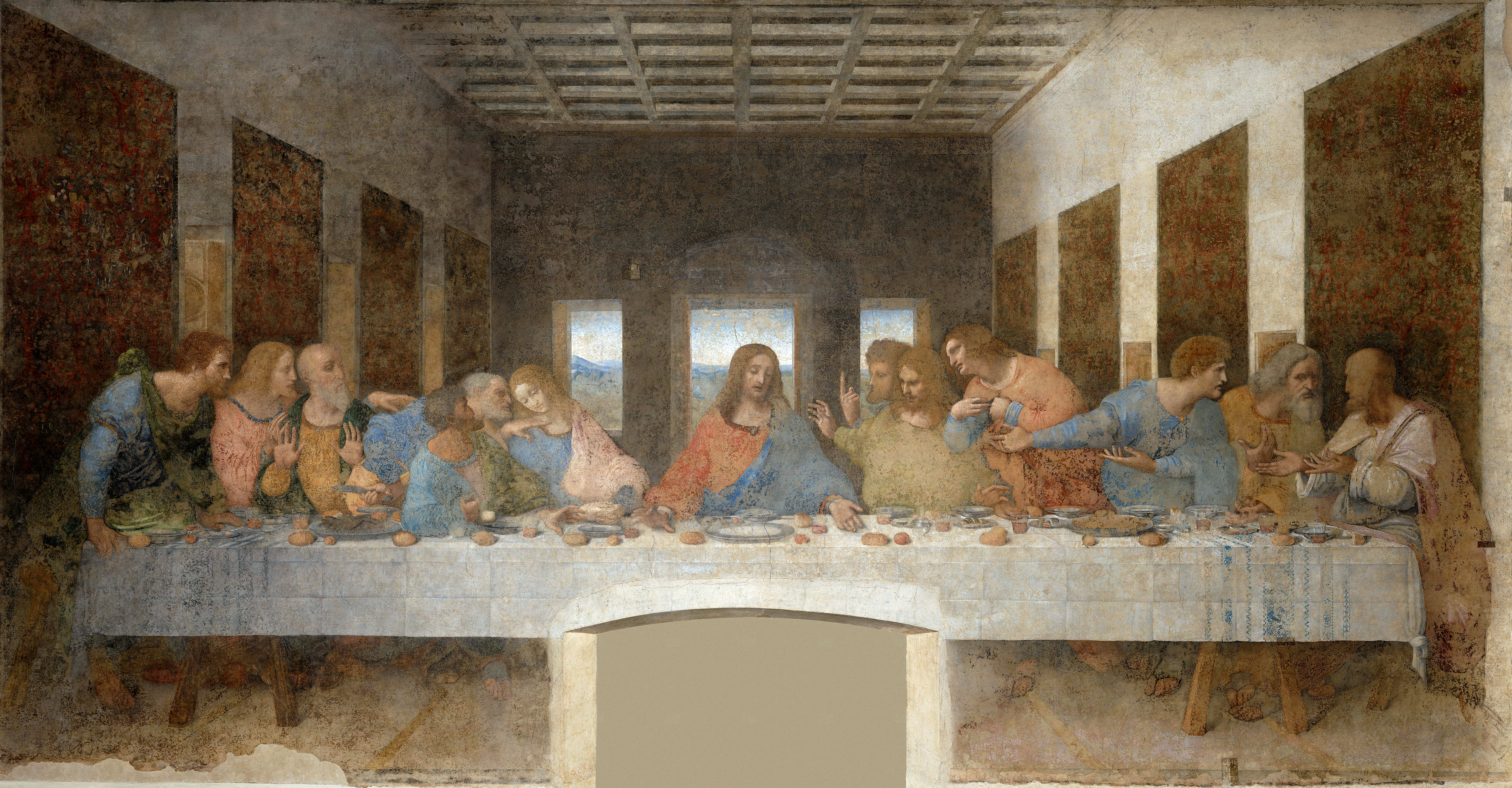
레오나르도 다 빈치의 최후의 만찬 (1498년)

기독교 미술(Christian art)은 기독교 주의를 나타낸 종교 예술이다. 기독교 예술은 기독교의 주제, 주제 및 이미지를 사용하는 신성한 예술이다. 대부분의 기독교 단체는 초기 기독교 예술과 건축, 기독교 미디어를 포함하여 어느 정도 예술을 사용하거나 사용해 왔다.
예수의 이미지와 그리스도의 생애에 나오는 이야기 장면이 가장 일반적인 주제이며, 구약성경의 장면은 대부분의 교파 예술에서 한 부분을 차지한다. 성모 마리아와 성인의 이미지는 로마 가톨릭교회나 동방정교보다 개신교 예술에서 훨씬 더 드물다.
기독교는 이슬람이나 유대교처럼 비유적인 표현을 금지하는 관련 종교에 비해 이미지를 훨씬 더 광범위하게 사용한다. 그러나 기독교 내에서 성상파괴주의를 조장하는 사람들도 있었고, 기독교 내에서도 성상 파괴 운동의 시기가 있었다.

## 탄생
기원 1세기 초, 기독교가 생겨난 이래 콘스탄티누스 황제에 의해 기독교 관용령(寬容令)이 공포(311년)되기까지의 300년간 가까이 이 신흥종교는 역대 황제에게 계속 박해를 받았다. 그러나 로마제국은 제정(帝政) 말기에 가까워짐에 따라 퇴폐적 경향과 국정(國情)의 불안이 높아져, 이러한 가운데 정신적 구제를 찾는 기독교인들은 날로 증가해 갔다. 1세기에서 시작되어, 5세기경 동방에서 비잔틴 미술, 서방에서는 메로빙거 왕조 미술의 시대가 출현하기까지, 주로 로마를 중심으로 한 기독교 미술을 초기 기독교 미술이라고 부른다. 초기 기독교 미술의 탄생은 두 가지 이유에서 초기 기독교 자체의 성립보다 상당히 늦게 되었다. 그 첫째 이유는 기독교의 전신인 유대교가 우상숭배를 금지하고 있었기 때문에, 초기 신학자 사이에도 그의 옳고그름을 둘러싼 논쟁이 있어 종교미술로서의 발생이 저지되었기 때문이다. 그 둘째 이유는 황제의 박해로 인해 공공연한 활동을 할 수 없었기 때문이다. 그러나 미(美)의 세계를 사랑하는 고전 세계에 살고 있던 기독교인들은 그들의 미술을 형성해 갔다.

## 카타콤베의 미술
박해를 피한 그들은 지하묘실(地下墓室)에 제실(祭室)이나 예배실을 만들어 매일매일의 신앙생활을 지켜 나갔다. 이 지하 제실을 카타콤베(Catacombae)라고 부른다. 로마 주변 특히 아피아 가도(街道)를 따라 만들어진 상 칼리투스, 도미틸라, 프레테스에 있는 것이나 로마 시내의 상 아그네제, 프리실라에 있는 것이 유명하나, 나폴리, 시라쿠사, 알렉산드리아 등 로마 이외의 지방에서도 발견되고 있다. 로마 시내에는 신자인 귀족의 사저(私邸) 지하실에 제실이 만들어져 있는 것도 적지 않았다. 이러한 것들은 오늘날에도 속속 발굴·발견되고 있다. 카타콤베 내부는 지하에 여러 층을 이루면서 종횡(縱橫)으로 뚫린 갱도(坑道)를 파서 주위 벽면 곳곳에 사자(死者)를 모시는 감실(龕室)을 배치하고, 여기저기 광장을 만들어 이곳을 그들이 예배 장소로 사용하였다. 벽이나 천장은 벽화나 부조를 이용하여 장식하고 있다. 지하 제실의 장식은 에트루리아 시대의 옛날부터 있었던 습관이다. 카타콤베의 장식 양식은 시대적으로도 변천을 겪었다. 초기의 것은 폼페이의 벽화 등과도 공통점이 많은 헬레니즘 미술의 기술을 이용한 것이었다. 주제(主題)는 신이나 복음서의 내용 자체가 아니고 허다한 상징을 통한 표현이 행하여졌다. 자기들의 예배 장소를 아름답게 장식하고, 마음의 평안을 얻으려는, 가장 소박한 이유에서 생겨난 초기의 장식은 식물이나 신화의 세계를 묘사한 세속적인 것과 별반 차이가 없었다. 그러나 점차 이러한 주제에 신앙적인 의미가 부여되자 단순한 장식도 하나의 상징이 되었다. 흔히 쓰인 상징적 도양(圖樣)으로서는 목자(나는 선한 목자로다, 요한복음 제10장), 포도 무늬(나는 포도나무요 너희는 가지니라, 요한복음 제15장), 어린 양(보라 신의 어린 양, 이사야서, 요한복음 제1장) 등은 성서에서 유래하는 것인데, 이 밖에 전원 풍경과 로마 신화에서 취재된 낙원의 그림 등은 기독교의 천국의 상상도(想像圖)로서 전용(轉用)되었다. 이러한 목가적 표현은 헬레니즘 미술을 그대로 계승한 것이었다. 이 외에 불후(不朽)를 나타내는 공작(孔雀), 성령이나 죽은 자의 영을 천상으로 옮기는 사자(使者)로서의 비둘기, 부활을 의미하는 불사조 등이 기독교적 상징으로 자연주의적 표현에 의해 취급되었다. 시대의 경과에 따라 이러한 상징적 표현에다 예수 그리스도의 모노그램 PX나 그리스도를 나타내는 물고기(그리스어로 '신의 아들 예수, 구세주'의 두 문자를 조합하면 물고기의 의미가 된다는 데서 유래된다), 또는 신에게 기도하는 인물(오란테), 신자의 상(像) 등 신앙 자체와 상당히 밀접한 관계에 있는 표현이 발견된다. 이러한 것들은 어느 것이나 선각(線刻)이나 일종의 프레스코로써 표현되었다. 카타콤베의 미술은 4세기 초(初), 기독교가 공인되어 지상에 나온 후에도 5세기경까지 계속하여 제작되었다.

## 바실리카식 교회당
313년 밀라노 칙령에 의해 지상으로 나온 기독교인들은 사도 순교의 땅을 비롯하여 요소에 교회당을 건설하였다. 기독교 교회와 고전시대의 종교적 신전 사이의 커다란 차이점은 후자가 단순히 신이 거처하는 집인 데 대해, 전자는 신의 주거인 동시에 신도가 그곳에 모여 예배상의 의식이나 집회를 행하는 장소였던 점에 있었다. 따라서 전자는 제실(祭室) 이외에 보다 큰 공간이 필요하였다. 초기 기독교가 채택한 교회 건축의 한 양식은 바실리카식(式)이었다. 고대사에 거래소(去來所)·재판소 등, 바실리카라고 불리는 공공건물 형식과 유사하다 하여 이러한 이름이 생겨난 것이다. 바실리카식 회당(會堂)의 기원은 근년에는 교도 박해가 적었던 오리엔트 지방에 있던 교회 건축과, 이탈리아 남부 캄파니아 지방의 민가(民家) 양식이 구(舊)바실리카에 상호 영향을 준 것이라고 생각되고 있었다. 이 형식은 그 후 중세를 통해 교회 건축의 원형(原型)이 되는 중요한 것이었다. 일반적으로 평면도(平面圖)에서는 우선 교회당 전면(前面)에 넓은 아트리엄(前庭)이 있고, 여기에는 성천분수(聖泉噴水)가 있는 수가 많다. 다음 입구에는 참회자(懺悔者)가 머무는 작은 방인 나르텍스가 있고 그 안쪽에 본당(本堂)이 있게 된다. 당내는 입구에서 제단까지 잇닿은 좁고 긴 네이브를 사이에 두고 양측으로 일렬(一列) 또는 2열의 계단이 있고 그 사이사이에 줄지은 기둥으로 나뉘어 있다. 제단 앞에는 승려가 의식을 행하기 위한 장소인 비머가 네이브와 직각으로 폭넓게 교차되어 있다. 비머는 후세, 특히 중세의 트랜세프트(좌우에 붙은 낭하)로 발전하여, 十자형 플랜을 구성한다. 후기에는 비머 앞에 성가대석(聖歌隊席)이 놓인다. 또한 제실(祭室)의 후편은 반원형(半圓形)으로 튀어나오게 한 애프스로 되어 있다. 구조는 고대 바실리카와 마찬가지로 네이브가 아일보다 높고, 여기에 채광(採光)을 위한 높은 창이 있다. 기둥은 네이브의 주벽(主壁)을 받치기 위해 창과 평행으로 세워졌으나 아치 구조가 발전됨에 따라 기둥 사이는 넓어진다. 지붕은 처음에는 목조(木造)의 박공 형태였으나 후에 석조의 아치 구조로 발전하였다. 애프스의 지붕(石造) 내부 및 제실과 네이브를 구분하는 아치형 부분에는 모자이크 장식이 되어 있다. 바실리카식(式)의 주된 예로는 콘스탄티누스 황제가 세운 성 피에트로 인 바티카노, 라테라노의 성(聖) 조반니, 성 파울로 폴리 레 무라(폴리 레 무라는 성외란 뜻) 등이 있으나 모두 그 후의 개축(改築)으로 원형(原型)을 볼 수 없으며 오히려 5세기에 건립된 성(聖) 마리아 마지오레 사원, 성 사비나 사원, 성 클레멘테 사원에서 그 예를 찾을 수 있다.

## 집중양식
초기 기독교 시대의 또 다른 건축 방식으로 집중식이 있다. 로마 시대의 묘당(廟堂)·욕당(浴堂)·신전 등으로부터 발달하여, 주로 세례당(洗禮堂)의 건축양식으로 쓰였다. 기둥의 열(列)을 원형으로 배치하고 둥근 지붕을 씌우는 원당(円堂) 또는 팔각당(八角堂) 형식이다. 로마의 성(聖) 콘스탄차는 묘실(墓室)로부터 개축한 집중식의 좋은 예이다. 아르메니아나 소(小)아시아는 일찍부터 기독교국(敎國)이 되었고 또 돔 형식이 발전된 곳으로서 독특한 돔 건축이 있었던 것 같다. 오래된 것은 다 소실되었으나 이것이 비잔틴 미술에 끼친 영향은 지대한 것이었다.

## 모자이크
이들 교회 건축은 이탈리아의 강한 일광을 피하여 두꺼운 벽으로 덮여 있으나, 이러한 큰 벽면을 메우는 데 가장 많이 쓰인 것은 모자이크였다. 이집트에서 시작되어 폼페이나 엘코라노를 거쳐 발달된 모자이크화(畵)는 힘찬 선(線)과 호화로움을 표현하는 점에, 새로이 세력을 넓혀가는 기독교 미술의 정신과 동방적인 취향에 적합한 바가 있었다. 초기의 작품에는 아직 카타콤베와 공통되는 헬레니즘적 목가적(牧歌的), 또는 장식적인 소박한 상징성을 나타내는 것이 있었으나, 4세기 말의 산타 푸덴치아나에는 12사도에 둘러싸인 그리스도가 예루살렘 거리와 골고다 언덕에 서 있는 십자가를 눈앞에 그리는 장면이 있다. 또한 5세기 초의 산타 마리아 마지오레 사원 서쪽에 신·구약 성서가 벽면에 도해(圖解)되어 있다. 이것은 기독교가 국가 보호하에 적극적인 태도로써 새로운 권위로 등장해 간다는 사실의 표현인데, 표현 방법은 오히려 종래의 자연적 형체를 추구하는 사실적 방법을 벗어나 인상적·추상적인 것이 된다. 이것은 형체의 간결과 강조를 통하여 교의(敎義) 설명을 용이한 것으로 하는 동시에, 기독교 신앙의 모체가 된 동방(東方)의 전통이기도 하였다.

## 공예
초기 기독교 미술에서 조각은 거의 그 중요성이 인정되지 못하고, 주요한 것으로는 고작 <선한 목자>란 대리석상(3세기 말)이 알려져 있다. 또한 공예에도 뛰어난 것은 드물고, 대개 로마 시대의 것을 계승하고 있는 실정이다. 기독교적 의미를 갖는 상징적인 도상(圖像)이 그려진 유리 제기(祭器) 등에 다소 볼 만한 것이 있을 뿐이다. 그밖에 소아시아산(産)이라고 생각되는 상아(象牙)나 금공(金工)의 제기류(祭器類)가 4세기 이후 조금씩 나타났다.

## 같이 보기
- 이콘
- 기독교 음악
- 기독교 시
- 기독교 상징주의
- 도상학
- 채식필사본

## 참고 문헌
- 이 문서에는 다음커뮤니케이션(현 카카오)에서 GFDL 또는 CC-SA 라이선스로 배포한 글로벌 세계대백과사전의 내용을 기초로 작성된 글이 포함되어 있습니다.